# 白花欧丁香
白花欧丁香（学名：Syringa vulgaris f. alba）为木犀科丁香属欧丁香下的一个变型。分布在欧洲以及中国等地，目前已由人工引种栽培。